# Foxtrot

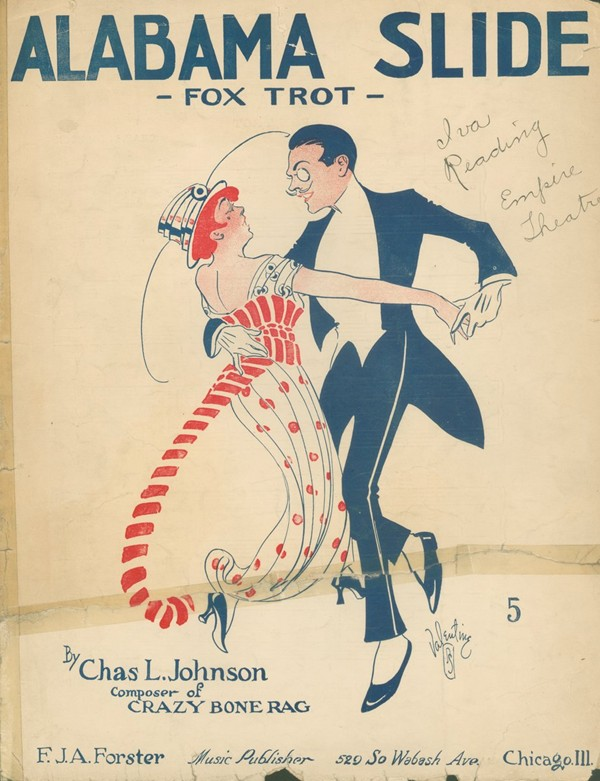
Foxtrot

Foxtrot (někdy též psáno jako „Fox trot“) je společenský progresivní tanec charakterizovaný dlouhým, souvislým a plynulým pohybem po tanečním parketu. Tančí se za doprovodu big bandové (obvykle vokální) hudby a vzbuzuje pocit elegance a sofistikovanosti. Tanec vypadá podobně jako waltz, ačkoli jeho rytmus je v 4/4 taktu místo ¾. Zatancovat foxtrot vyžaduje vysokou úroveň technické zdatnosti, taneční zkušenosti a fyzické dovednosti. Vyvinul se ve 20. letech 20. století, vrcholu popularity dosáhl v letech 30., a dnes je nejoblíbenějším tancem mnoha zanícených tanečníků.
Název tance údajně vznikl podle jména jeho autora a propagátora, estrádního herce Harryho Foxe. Legenda praví, že se Foxovi nedařilo nalézt partnerku schopnou tančit obtížný two-step. Problém vyřešil tím, že přidal dva „kulhavé“ kroky (two trots) a vytvořil tak základní foxtrotový rytmus slow-slow-quick-quick (volně-volně-rychle-rychle).[zdroj⁠?!]
Foxtrot je uhlazený 

## Historie
Dva zdroje – Vernon Castle a učitelka tance Betty Lee – označují jako původce Fox Trotu afroamerické tanečníky. Castle považoval foxtrot za tanec, který: „černoši tančili v jistém exkluzivním černošském klubu, dle mé osobní znalosti, už patnáct let“. 
Foxtrot měl premiéru v roce 1914 a rychle zaujal manželské duo Vernona a Irene Castlovy, kteří mu propůjčili punc elegance a stylu.
W. C. Handy („otec blues“) píše ve své autobiografii, jak mu Noble Sissle vyprávěl příběh o tom, že Handyho „The Memphis Blues“ bylo v podstatě inspirací pro vznik foxtrotu. James Reese Europe, Castlův hudební ředitel, hrával the Memphis Blues pomalu během přestávek mezi rychlými tanci Castle Walk a one-step. Castlovi byli tímto rytmem unešeni a Jim se jich zeptal, proč nevytvoří pomalý tanec, který by k němu seděl. Castlovi v časopisovém článku představili „Bunny Hug“. Poté odjeli do ciziny a v polovině oceánu poslali do časopisu telegram, aby změnili jméno „Bunny Hug“ na „Foxtrot“. Později se o standardizaci foxtrotu postaral Arthur Murray, v jehož pojetí začal tento tanec imitovat pozice tanga.
Ze začátku se foxtrot původně tančil na ragtime. Dnes je obvykle doprovázen stejným druhem Big Band hudby, na kterou se tančí také swing.
Od 20. do 40. let 20. století byl foxtrot jistojistě nejpopulárnějším rychlým tancem a velkou část nahrávek vydaných během těchto let tvořil právě foxtrot. I když byly waltz a tango také velmi populární, foxtrot nikdy nepředběhly. Ani popularita tance lindy hop ve 40. letech neovlivnila oblíbenost foxtrotu, protože se dal tančit na stejné nahrávky, které doprovázely i lindy hop.
Když se na začátku 50. let poprvé objevil rock and roll, nahrávací společnosti si nebyly jisté, jaký styl tance by se k této hudbě hodil nejlépe. Pozoruhodné je, že Decca Records ze začátku označovali svoje rock ‘n’ rollové nahrávky jako „foxtroty“, především Rock Around the Clock od Bill Haley & His Comets. Jelikož se podle jistých odhadů prodalo více než 25 milionů kopií, mohl by být „Rock Around the Clock“ považován za nejprodávanější „foxtrot“ všech dob.
Později se foxtrot rozdělil na pomalou a rychlou verzi, kterým dnes říkáme „slowfoxtrot“ a „quickstep“. U pomalé verze existují další rozdíly mezi mezinárodním nebo anglickým stylem foxtrotu a pokračováním amerického stylu. Oba staví na rytmu slow-quick-quick (volně-rychle-rychle) v nejpomalejším tempu a společenský americký styl navíc v rychlejším tempu používá rytmizaci slow-slow-quick-quick (volně-volně-rychle-rychle). V kontextu mezinárodní standardní kategorie tanců se foxtrotu říká „slowfoxtrot“ nebo „slowfox“. Tato jména se stále užívají, aby se slowfox odlišil od ostatních typů foxtrotu.

## Taneční figury
Mezinárodní nebo anglický styl foxtrotu:
Základní figury
- Trojkrok
- Pérový krok
- Otáčka vpravo
- Otáčka vlevo
- Uzavřený impetus

Standardní figury
- Tkáň vpravo
- Základní tkáň
- Uzavřený telemark
- Otevřený telemark
- Vznosný pérový krok
- Vznosný telemark
- Vznosné křížení
- Otevřený impetus
- Vlna